# Dossiers secrets d'Henri Lobineau
 (juillet 2019).
Si vous disposez d'ouvrages ou d'articles de référence ou si vous connaissez des sites web de qualité traitant du thème abordé ici, merci de compléter l'article en donnant les références utiles à sa vérifiabilité et en les liant à la section « Notes et références ».
Les Dossiers secrets d'Henri Lobineau (aussi appelés le Dossier Lobineau ou les Dossiers secrets) sont une série de documents dactylographiés, élaborés par le Français Pierre Plantard et son ami Philippe de Chérisey puis déposés entre 1964 et 1967 à la Bibliothèque nationale de France sous la forme d’un don anonyme. Ces documents seraient des « preuves inventées par les auteurs dans le but de mettre en place une monarchie française dirigée par un descendant des rois Mérovingiens ». Ils sont enregistrés sous la cote 4° LM1 249 et sont datés de 1975 dans le fichier central. 

## Présentation
Ce ne sont nullement des parchemins mais des documents contemporains, aujourd'hui microfilmés et accessibles aux chercheurs. Ils se présentent comme un mince volume, chemise à couverture rigide contenant un assemblage hétéroclite de documents : coupures de presse, lettres, encarts, plusieurs arbres généalogiques et pages imprimées d’autres ouvrages, et à plusieurs reprises d’ailleurs subtilisées puis remplacées par d’autres, elles-mêmes surchargées parfois de notes et de corrections manuscrites.

## 1erdocument
Le premier dépôt se fait en janvier 1964, sous le titre Généalogie des rois mérovingiens et origine de diverses familles françaises et étrangères de souche mérovingienne. Le document mécanographié est signé d’un certain Henri Lobineau. Il est question des rois mérovingiens et comment leur descendance par le sang est restée présente dans certaines familles françaises. La famille Plantard y figure, en ligne directe avec un certain Sigebert IV, présenté comme un fils caché de Dagobert II. 

### Henri Lobineau
« Henri Lobineau » serait un pseudonyme, dérivé de la « rue Lobineau » située près de la rue Saint-Sulpice à Paris. De nombreux textes ultérieurs de ces dossiers nomment Leo Schidlof comme étant le vrai auteur, bien que ces textes ne soient parus qu'après la mort de ce dernier en octobre 1966. Leo Schidlof était un marchand d'art autrichien établi à Londres en 1948. Sa fille a toujours nié qu'il ait employé ce pseudonyme ou qu'il ait eu un quelconque lien avec ces publications. Le Prieuré de Sion (voir plus bas) a édité des textes dans les années 72 affirmant qu'Henri Lobineau était un aristocrate français : Henri, comte de Lénoncourt.

## 2edocument
Le deuxième dépôt légal date d'août 1965. Le titre Les descendants mérovingiens ou l’énigme du Razès Wisigoth qui est signé sous un autre pseudonyme « Madeleine Blancasall » suggère à nouveau certaines descendances mérovingiennes, mais cette fois liées aux mystères du pays de Razès : la région de Rennes-les-Bains, et Rennes-le-Château situé tout à côté.

## 3edocument
Le troisième document est déposé en mai 1966. Il paraît sous le titre Un trésor mérovingien à..... Rennes-le-Château..... signé « Antoine l'Ermite ». Une fois de plus il s’agit évidemment d’un pseudonyme issu du patronyme d'un saint populaire... dont on peut retrouver une statue dans l'église de Rennes-le-Château. C'est une brochure de neuf pages qui n'est autre qu'un fac-similé des chapitres d'un livre par Robert Charroux, auteur spécialisé sur les mystères en général qui fut un des premiers à écrire sur le sujet du mystère de Rennes-le-Château. Les textes du livre et les copies sont quasiment les mêmes à deux changements mineurs près.

## 4edocument
Le quatrième document date de novembre 1966 et se présente comme un supplément au premier. L'auteur, un certain « S. Roux » y énumère des rapports faits par un certain « Lionel Burrus ». On y trouve une copie d'un article de celui-ci écrit dans la Semaine catholique genevoise intitulé « Faisons le point » qui identifie Lobineau comme étant Leo Schidlof, mort à Vienne un mois plus tôt à l'âge de quatre-vingts ans. « S. Roux » attaque Burrus et Schidlof, accusant même le dernier d'être un agent soviétique. 

## 5edocument
Le cinquième document est le troublant Serpent Rouge. C'est un curieux poème en prose, symbolique avec ses treize strophes baptisées du nom des signes du zodiaque (avec un signe supplémentaire, l'Ophiuchus ou Serpentaire, inséré entre le Scorpion et le Sagittaire), combiné avec une série de plans et de diagrammes concernant le séminaire de la rue Saint-Sulpice et l'église voisine de Saint-Germain-des-Prés à Paris.
Ce document a été timbré et posté en date du 20 mars 1967, mais avec un texte signé du 15 février 1967. Cette antériorité est importante en raison des trois auteurs présumés : Pierre Feugère, Louis Saint-Maxent et Gaston de Koker. Chacun des trois prétendus auteurs est un personnage réel, mais tous trouvent la mort entre le 15 février et le 20 mars. L'indication que le véritable auteur tente de faire passer est que les trois auteurs ont été assassinés ou se sont suicidés après avoir terminé et fait enregistrer ce texte. En vérité, l'auteur a probablement recherché dans les rubriques nécrologiques les décès par suicide. Il aura fini par trouver ces trois personnes, et user de leurs noms afin que tous les croient auteur de cet étrange texte.

## 6edocument
Le sixième et dernier document de la série s'appelle Les Dossiers secrets de Henri Lobineau rassemblés par un certain Philippe Toscan du Plantier. Ce titre donnerait ainsi, non seulement un nom à la série, mais une ultime indication sur l'identité de l’auteur des « dossiers » : « Lobineau ». Ce dernier recueil est déposé à Bibliothèque nationale en avril 1967. Il complète ainsi le processus de dévoiler au grand public le Prieuré de Sion.

## Le Prieuré de Sion
Parmi ces dossiers, un manuscrit datant de 1956 affirme l'existence d'une société secrète, le Prieuré de Sion, et relate son histoire depuis sa fondation en 1099 par Godefroy de Bouillon. On y trouve aussi la liste des grands maîtres qui se seraient succédé à la tête de l'organisation depuis le XIIe siècle, parmi lesquels figurent Léonard de Vinci, Isaac Newton, Victor Hugo, Claude Debussy, Jean Cocteau. 
La mise en parallèle de ces généalogies avec l'objectif du Prieuré de Sion confirme en réalité les ambitions de P. Plantard. En effet, on peut supposer que lorsque celui-ci laisse entendre que la mission du Prieuré est de restituer la dynastie mérovingienne en France en s'appuyant sur la mythologie de Rennes-le-Château, il sous-entend que leur héritier légitime n'est autre que lui-même.

## Le leurre ou la preuve?
- En 1982, les trois auteurs Michael Baigent, Richard Leigh et Henry Lincoln, grands reporters et spécialistes des sociétés secrètes, considèrent les Dossiers secrets comme véridiques dans leur essai d'histoire alternative intitulé L'Énigme sacrée. Ils s'en servent dans leur enquête sur le Prieuré de Sion.
- En 1984, Pierre Plantard démissionne du Prieuré de Sion après avoir été discrédité par l'écrivain-journaliste Jean-Luc Chaumeil.
- En 1993, Pierre Plantard avoue toute son imposture à la justice française quand dans le cadre d'une enquête parallèle (sur la mort de Roger-Patrice Pelat, ancien ami de François Mitterrand), il est interrogé à propos de plusieurs documents retrouvés chez lui le présentant comme étant le « vrai Roi de France »[4].
- En 2003, l'auteur Dan Brown ré-exploite tous ces documents pour la construction de son roman Da Vinci Code.